# اچ‌ام‌اس استدهام (ام۲۷۳۰)
اچ‌ام‌اس استدهام (ام۲۷۳۰) (به انگلیسی: HMS Stedham (M2730)) یک کشتی بود. این کشتی در سال ۱۹۵۵ ساخته شد.